# Dhaulagiri
Pour les articles homonymes, voir Dhaulagiri (homonymie).
Le Dhaulagiri, ou Dhaulagiri I, est un sommet culminant à 8 167 mètres d'altitude au Népal, dans l'Himalaya. Il constitue le septième plus haut sommet du monde. Sa première ascension a été réussie le 13 mai 1960 par Albin Schelbert, Kurt Diemberger, Ernst Forrer, Peter Diener, avec Nawang Dorje et Nima Dorje, aidés d'un avion. Leur itinéraire, par l'arête nord-est, est devenu la voie normale empruntée par la grande majorité des alpinistes.

## Toponymie
Le nom de la montagne vient du sanskrit धौलागिरी (dhaulāgirī) et dérive de धवल (dhawala), « éblouissant, blanc, beau », et de गिरि (giri), « montagne », soit la « montagne éblouissante ».

## Géographie

Animation représentant le Dhaulagiri en trois dimensions.

Le Dhaulagiri est situé au centre du Népal, au sein du district de Myagdi dans la province de Gandaki Pradesh. Il se trouve à 70 kilomètres au nord-ouest de Pokhara et à 210 kilomètres de Katmandou. Il s'élève à 8 167 mètres d'altitude dans le Dhaulagiri Himal, un massif de l'Himalaya, ce qui en fait le septième plus haut sommet au monde et le plus haut entièrement au Népal. Sa proéminence par rapport au K2 est de 3 357 mètres mais le sommet plus élevé plus proche est le Cho Oyu à 317 kilomètres à l'est-sud-est. Ses pentes appartiennent au bassin versant de la rivière Kali Gandaki.

## Histoire
Après sa découverte par les Européens William Webb et John Anthony Hodgson en 1808-1809, le Dhaulagiri est considéré pendant trente ans comme le plus haut sommet du monde,, supplantant le sommet équatorien du Chimborazo, qui a longtemps eu ce mérite supposé. Il est survolé et photographié le 18 octobre 1949 par le géologue suisse Arnold Heim,.
En 1950, l'expédition française comprenant Maurice Herzog, Lionel Terray, Gaston Rébuffat, Jacques Oudot, Marcel Ichac, Marcel Schatz, Louis Lachenal, Jean Couzy et Francis de Noyelle est à la recherche d'un « 8 000 » à gravir et le Dhaulagiri est établi comme son objectif initial. Après plusieurs semaines de reconnaissance et d'ascensions exploratoires, les alpinistes ne trouvent pas de voie aisément praticable vers le sommet. Ils se reportent finalement sur un autre sommet, situé 34 km plus à l'est et jugé plus accessible, l'Annapurna I. Entre 1953 et 1959, six autres expéditions subissent des échecs, pour l'essentiel dans la face nord.
La première ascension est réussie le 13 mai 1960 par une expédition suisse dirigée par le Lucernois Max Eiselin et dont les membres étaient Peter Diener, Michel Vaucher, Hugo Weber, Albin Schelbert, Ernst Forrer, Jean-Jacques Roussi, le cinéaste américain Norman Dyhrenfurth, les Polonais Georges Hajdukiewicz et Adam Skoczylas ainsi qu’un Autrichien, Kurt Diemberger,. En raison de l'approche habituellement longue, c'est la première ascension himalayenne qui est assistée par un avion, un Pilatus PC-6, baptisé « Yéti ». Il effectue une série de dépôts au début du mois d'avril et réussit le plus haut atterrissage du monde avec un aéroplane à 5 750 mètres d'altitude. Plus tard, il s'écrase dans la vallée Cachée, au nord de la montagne, où sa carcasse est encore présente. Cette expédition, après s'être fait déposer au col Nord-Est, gravit le sommet sans apport d'oxygène supplémentaire. Michel Vaucher et Hugo Weber atteignent à leur tour le sommet le 23 mai. La voie est répétée dix ans plus tard par une expédition japonaise menée par Tokufu Ota et Shoji Imanari, sans assistance aérienne ; Tetsuji Kawada et Lhakpa Tenzing Sherpa parviennent au sommet le 20 octobre.

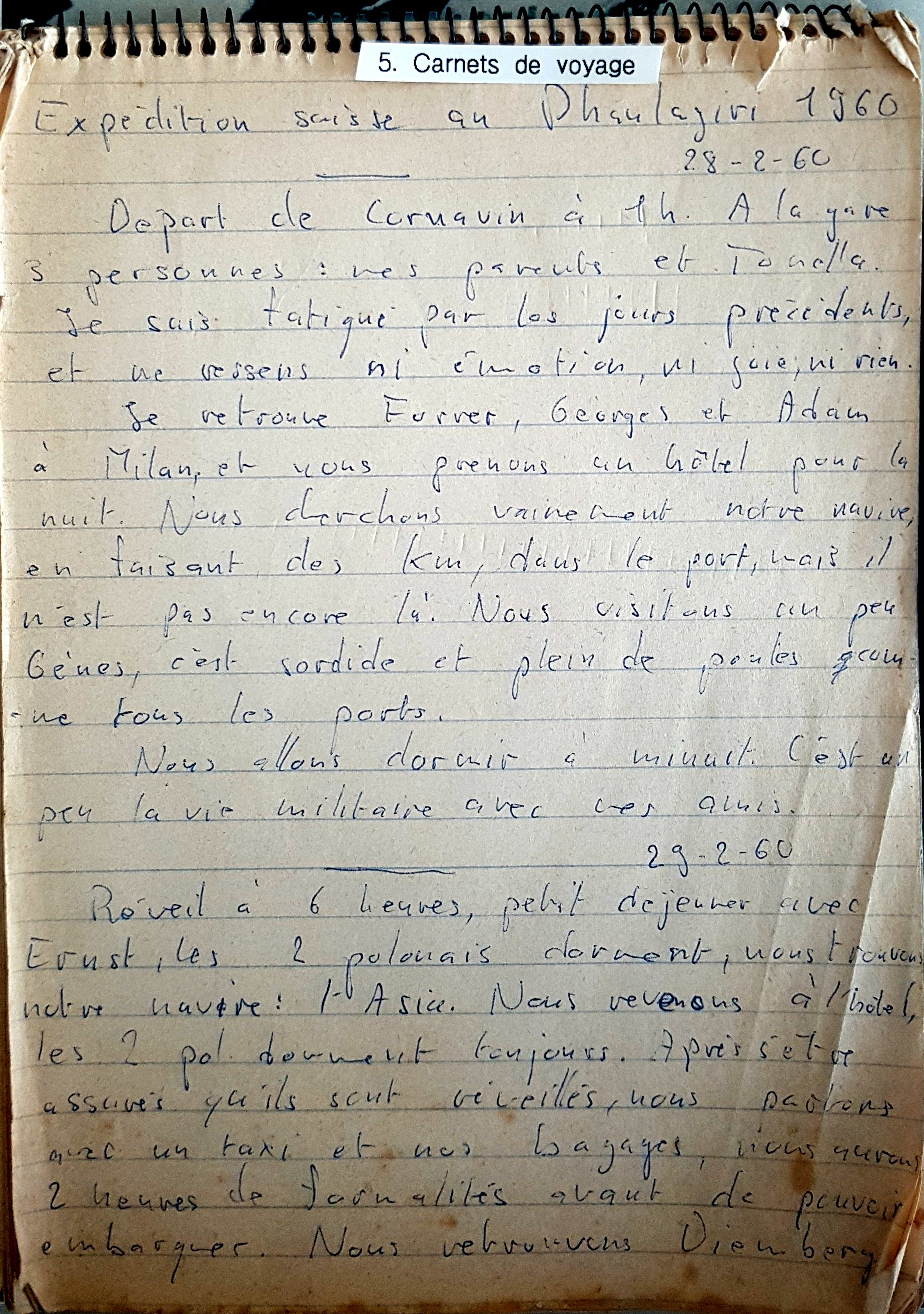
Première page du carnet de voyage de Michel Vaucher lors de l'expédition de 1960.
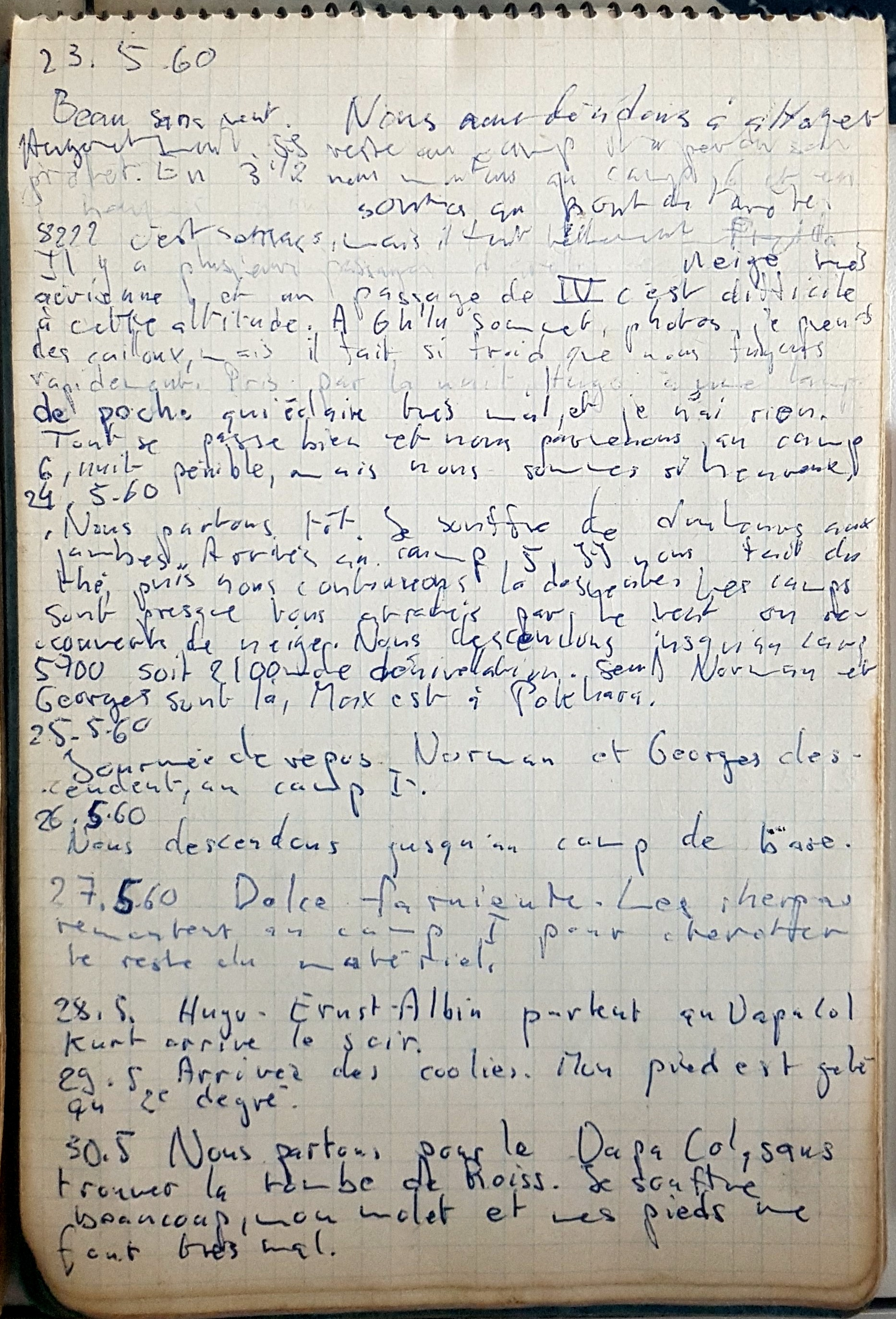
Seconde page du carnet de voyage.

Après un premier échec en 1975 et la mort de cinq alpinistes dans une avalanche,, le Japonais Takashi Amemiya mène une nouvelle expédition en 1978 pour venir à bout du pilier sud-ouest. Deux alpinistes parviennent au sommet le 10 mai et quatre sans apport d'oxygène supplémentaire le 11 mai,. Les 19 et 21 octobre, cinq nouveaux alpinistes japonais et un de leurs sherpas, menés par Seiko Tanaka, parviennent au sommet par l'arête sud-est.
En mai 1980, une expédition internationale réalise, en style alpin, la première ascension de la face orientale. Toutefois, après être parvenus à l'arête nord-est à l'altitude de 7 650 mètres, les Polonais Wojciech Kurtyka et Ludwik Wilczyński, le Britannique Alex MacIntyre et le Français René Ghilini sont contraints de redescendre au camp de base. Ils effectuent une nouvelle tentative en remontant l'arête et parviennent au sommet le 18 mai,,.
En 1981, Hironobu Kamuro réussit l'ascension en solo par la voie normale. Le 6 mai 1982, la Belge Lut Vivijs est la première femme à atteindre au sommet.
Le 18 octobre 1982, Kozo Komatsu, Yasuhira Saito et Noboru Yamada, membres de l'expédition menée par Norio Sasaki, réalisent l'ascension intégrale de la face nord, dite voie de la Poire. Le 23 octobre 1984, les Tchécoslovaques Karel Jakeš, Jaromir Stejskal et Jan Šimon, de l'expédition de Jiri Novak, ouvrent la voie de la face occidentale.
Le 21 janvier 1985, Jerzy Kukuczka et Andrzej Czok, membres de l'expédition d'Adam Bilczewski, réussissent la première ascension hivernale, après sept semaines de lutte contre les éléments, en style alpin. Le 13 décembre 1982, Akio Koizumi et Nima Wangdu Sherpa, pour le compte du club alpin académique de l'université de Hokkaidō, avaient atteint le sommet avec un permis népalais d'ascension hivernale (délivré après le 1er décembre), mais non considérée comme telle du point de vue calendaire (avant le 21 décembre).
Le 6 octobre 1988, une expédition internationale dirigée par Jiri Novak complète l'arête sud-ouest en style alpin,. Les 10 et 13 mai 1991, deux équipes kazakhes réussissent la première ascension du pilier central de la face occidentale jusqu'à l'arête sud-ouest menant au sommet,.
Le 11 mai 1993, une voie directe dans la face nord est ouverte par une expédition russe dirigée par Sergueï Efimov avec Sergei Bogomolov, Alexei Lebedekhin, Ivan Plotnikov, Valeri Pershin, Boris Sedusov et le Britannique Rick Allen,.

## Ascension

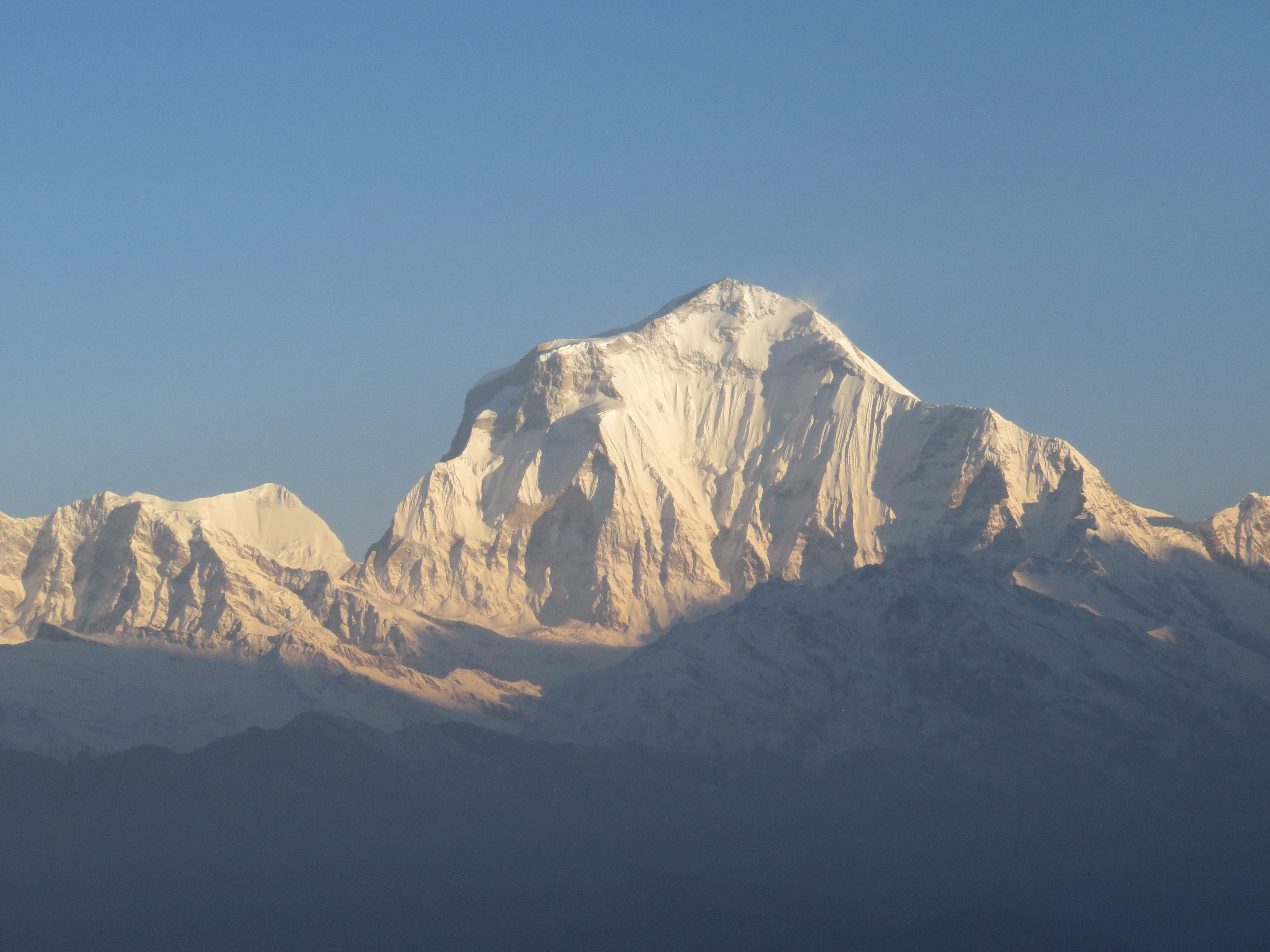
Vue du Dhaulagiri depuis Poon Hill.

La voie normale reste celle de 1960, par l'arête nord-est. Fin 2009, 368 des 417 alpinistes étant parvenus au sommet avaient emprunté cette voie.
À cette date, sur les 417 ascensions réussies par 403 alpinistes différents (14 répétitions), incluant les guides, 22 l'étaient par des femmes ; 62 étaient décédés au cours de l'ascension, ; 328 l'étaient sans apport d'oxygène supplémentaire. C'est le Népal qui était alors en tête avec 61 ascensions, devant le Japon (48) et la Suisse (37).